# George Newberry
George Albert Newberry (6 de março de 1917 — 29 de dezembro de 1978) foi um ciclista britânico. Competiu nos Jogos Olímpicos de 1952, em Helsinque, onde ganhou uma medalha de bronze na perseguição por equipes.